# Adam Púsloitch
Adam Púsloitch  ou Adam Puslojić  (em cirílico: Пуслојић Адам), nascido em  11 de março de 1943 na vila sérvia de Kobišnica  é um poeta de língua sérvia, tradutor de poesia romena e russa. É Membro Honorário da Academia Romena desde 1995 e é considerado um autor da geração de 1980.  Segundo Aleksandar Javanovic, professor de graduação e pós-graduação da Faculdade de Educação da Universidade de São Paulo e ensaísta e tradutor da poesia em língua sérvia no Brasil, Adam Puslojić  é um autor que faz parte da “neovanguarda” ou do “neoverismo” sérvio.  Foi fundador ou membro de uma tendência ou movimento poético chamado de “clocotrismo”.